# پدرو دوک
پدرو دوک (به انگلیسی: Pedro Duque) فضانورد اهل کشور اسپانیا است که در ۱۴ مارس ۱۹۶۳ میلادی در مادرید زاده شد. وی در مأموریت اس‌تی‌اس-۹۵، سایوز تی‌ام‌ای-۳، تی‌ام‌ای-۲ حضور داشته است.